# Olga Alexandrovna Jurjevská
Olga Alexandrovna Jurjevská (rusky О́льга Александровна Юрьевская; 7. listopadu 1873 Petrohrad – 10. srpna 1925 Wiesbaden) byla nemanželská dcera ruského cara Alexandra II. a jeho milenky (později manželky) Kateřiny Dolgorukovové. V roce 1880 byla legitimizována morganatickým sňatkem svých rodičů.

## Původ a rodina

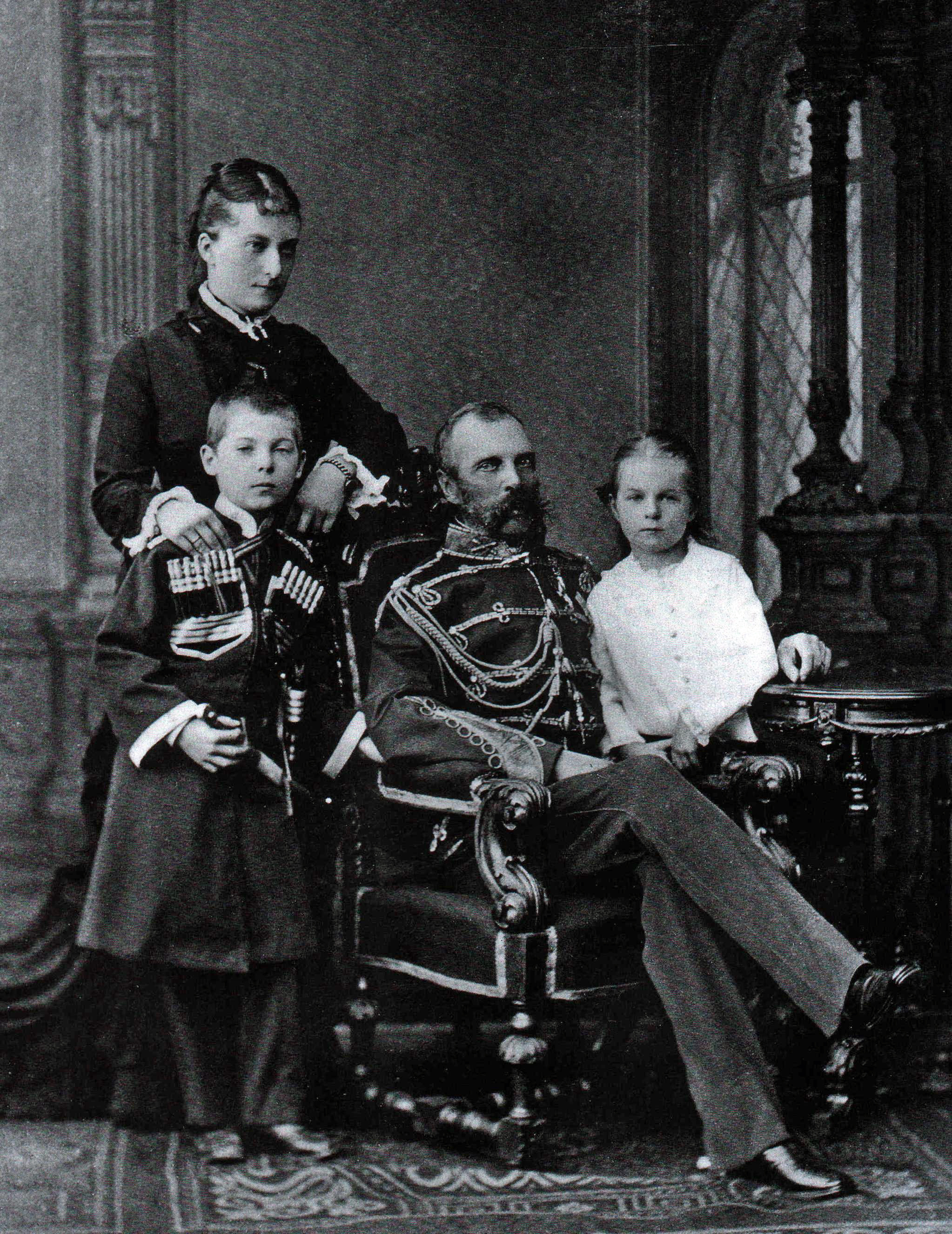
Alexandr II. a kněžna Kateřina Dolgoruková s jejich dětmi Georgijem a Olgou

Olga se narodila 7. listopadu 1873 v Petrohradu v době, kdy byla její matka pouze milenkou ruského cara Alexandra II. Rodiče se vzali 6. července 1880, čímž Olgu legitimizovali a bylo jí přiznáno příjmení Jurjevská, titul kněžny a oslovení Jasnost.
Když byl její otec v březnu 1881 zavražděn, bylo jí sedm let; matka vzala všechny tři děti, Olgu, Georgije a Kateřinu, a odjela s nimi do Francie.

## Francie a Německo
Matka s dětmi žila nejdříve v domě v Paříži, později na Francouzské Riviéře. V roce 1891 zakoupila matka dům na bulváru Dubouchage v Nice, kterému říkala Villa Geoges. Ve Francii si rodina mohla dovolit asi dvacet služebníků a soukromý železniční vagón. Nejbližší příbuzní nového cara Mikuláše II. však na Kateřinu a její děti pohlíželi s určitým pohrdáním.
12. května 1895 se jednadvacetiletá Olga v Nice provdala za o dva roky staršího hraběte Jiřího Mikuláše z Merenbergu (1871–1948), vnuka Alexandra Sergejeviče Puškina, a tím se stala hraběnkou z Merenbergu a švagrovou Sofie z Merenbergu, morganatické manželky ruského velkoknížete Michaila Michajloviče. Kateřina požádala cara, aby byl sponzorem svatby, ale jeho matka Marie Fjodorovna byla nápadem zděšena a tak Mikuláš II. odmítl.
Po svatbě strávila Olga většinu života v Německu, a to včetně let 1914 až 1918. S manželem měla tři děti, z nichž se dvě dožily dospělosti.
Olga Alexandrovna zemřela 10. srpna 1925 ve věku 51 let ve Wiesbadenu.

## Potomci
S manželem měla Olga tři děti:
- Alexandr Adolf z Merenbergu (1896–1897)
- Jiří Michal z Merenbergu (1897–1965)
- Olga Kateřina z Merenbergu (1898–1983)